# Saurena d’Anglesola
Saurena d’Anglesola, anomenada també Saurina, (? - Vallbona de les Monges, 10 d’octubre de 1392), fou l'abadessa del monestir cistercenc de Santa Maria de Vallbona de les Monges entre l’octubre de 1379 i l’octubre de 1392. Succeïa en el càrrec Sibil·la d'Anglesola, tres mesos i mig després de la seva mort.
Ajudada per la priora Sibil·la de Sentmenat i la sotspriora Constança de Malla –i després per Brunisenda Jumcosa–, governà l'abadia durant gairebé tretze anys, fins a la seva mort, en una època en què la comunitat era formada per més d'un centenar de monges, moltes de les quals eren dels llinatges dels Alemany, Anglesola, Boixadors, Cabrera, Cardona, Cervelló, Cervera, Copons, Queralt, Rubió... El seu abadiat tanca un segle XIV marcat per la tasca duta a terme per successives abadesses de la casa d'Anglesola i per l'eclosió de l'art gòtic.
El fet més rellevant i transcendent del seu ministeri és la compra feta el 10 de març de 1380 al rei Pere III el Cerimoniós –per 22.000 sous barcelonesos, que havien de ser destinats al socors de l’illa de Sardenya– de la jurisdicció civil i criminal sobre tots els habitants del terme de Vallbona –Vallbona, Preixana, Mas de Vallbona, Llorenç, Vilet, Eixaders, Omells de Na Gaia, Castell de Valerna, Rocafort, Rocallaura, Montesquiu i Mas de Sant Esperit– «així com dels estranys de qualsevol llei, condició, estat... tant sien cristians com jueus o sarraïns... amb facultat de posar forques, costells...sense que puguin els delinqüents apel·lar...». Aquest fet dota de poder el monestir, que, tenint ja un gran domini territorial, adquireix aleshores el poder polític del terme, i n’assumeix la jurisdicció civil i criminal, juntament amb la facultat d’imposar-hi alguns tributs.
En virtut d’això, l’abadessa adoptava la prerrogativa de nomenar els batlles que l'havien de representar en el govern dels diferents pobles de la baronia, que quedava formalitzada en la cerimònia anomenada de l’«oferiment del got d’aigua». Per a la presa de possessió, els batlles, acompanyats del seus jurats, es personaven en el locutori de l’abadessa, «lo Parladoret de Misssenyora», i , en senyal de dependència i de reconeixement per haver rebut del monestir l’ús de la meitat del cabal d'aigua de la mina, li oferien un got d'aigua: «Missenyora, en nom de la Universitat de Vallbona, faig entrega d'un got d'aigua, com a reconeixement del favor concedit als nostres avantpassats i a nosaltres, que sempre ens considerarem vassalls de vostra maternal dominació». Tot seguit, l’abadessa, suaument, en vessava l’aigua, en senyal d’autoritat. Aquesta cerimònia es mantingué fins a finals del segle XIX i després fou substituïda per una visita de cortesia –el «parentament»– dels Ajuntaments respectius a l’abadessa.
Fou succeïda en el govern del monestir per Constança de Cabrera.